# Campeonato Boliviano de Futebol de 2022 – Primeira Divisão
A Primeira Divisão do Campeonato Boliviano de 2022, oficialmente chamada de División de Fútbol Profesional ou de forma mais simples División Profesional, foi a 45ª edição da principal divisão do futebol boliviano (5ª sob o controle da FBF (FBF) e com o nome de División Profesional). A competição contou com 16 times e foi organizada pela División Profesional de Fútbol, que é uma seção controlada pela FBF para gerir o futebol profissional. A temporada começou em 4 de fevereiro de 2022 e está planejado para terminar em 6 de novembro do mesmo ano.
O Independiente Petrolero é o atual campeão da competição.

## Formato
Para a temporada de 2022 do futebol colombiano, a competição voltará ao formato Apertura e Clausura, após um ano no formato tabela única. 
- Torneo Apertura: Os 16 clubes serão divididos em 2 grupos de oito equipes, cada um com partidas de ida e volta mais 2 rodadas com clássicos intergrupais (16 rodadas ao todo). Nesse torneio se usará o sistema de pontos corridos, de acordo com a regulamentação internacional IFAB. O torneio será jogado de 6 de fevereiro à 12 de junho de 2022.
- Torneo Clausura: Será jogado no sistema de todos contra todos, ida e volta (30 rodadas). Nesse torneio se usará o sistema de pontos corridos, de acordo com a regulamentação internacional IFAB. O torneio será jogado de 19 de junho à 6 de novembro de 2022.

Rebaixamento
A última equipe na Tabela acumulada ao final das 46 rodadas será rebaixada de maneira direta para a segunda divisão. A penúltima colocada disputará um play-off pela permanência com o vice-campeão da segunda divisão.

### Clasificação aos torneios internacionais
A Conmebol deu 8 vagas a Federação Boliviana de Futebol para os torneios internacionais que se distribuem da seguinte maneira:
Copa Libertadores
- Fase de Grupos: Campeão do Torneo Apertura
- Fase de Grupos: Campeão do Torneo Clausura
- 2ª Fase: Vice-campeão do Torneo Clausura
- 1ª Fase: 1º lugar na Classificação Geral

Copa Sudamericana
- 1ª Fase: Vice-campeão do Torneo Apertura
- 1ª Fase: Campeão da Copa Bolivia
- 1ª Fase: 2º lugar na Classificação Geral
- 1ª Fase: 3º lugar na Classificação Geral

Nota: Em caso de uma equipe repita algum dos 3 títulos ou melhore sua classificação, os melhores colocados na Classificação Geral serão os sucessores das vagas disponíveis.

## Equipes participantes
Um total de 16 equipes participarão dessa edição, 14 da equipes da edição de 2021, e o campeão e o vice-campeão da segunda divisão de 2021.
| Pos. | Rebaixados da División Profesional                 |
| ---- | -------------------------------------------------- |
| 15º  | Real Potosí (Perdedor do play-off de rebaixamento) |
| 16º  | San José                                           |

| Pos. | Promovidos da Copa Simón Bolivar              |
| ---- | --------------------------------------------- |
| 1º   | Universitario de Vinto                        |
| 2º   | Universitario de Sucre (Vencedor do play-off) |

### Informação das equipes
| Equipe                  | Cidade                  | Departamento | Estádio                  | Capacidade | Títulos | 2021 |
| ----------------------- | ----------------------- | ------------ | ------------------------ | ---------- | ------- | ---- |
| Always Ready            | El Alto                 | La Paz       | Municipal de El Alto     | 25.000     | 3       | 2º   |
| Atlético Palmaflor      | Quillacollo             | Cochabamba   | Municipal de Quillacollo | 5.000      | 0       | 9º   |
| Aurora                  | Cochabamba              | Cochabamba   | Félix Capriles           | 32.000     | 2       | 12º  |
| Blooming                | Santa Cruz de la Sierra | Santa Cruz   | Ramón Aguilera Costas    | 32.000     | 5       | 14º  |
| Bolívar                 | La Paz                  | La Paz       | Hernando Siles           | 42000      | 29      | 4º   |
| Guabirá                 | Montero                 | Santa Cruz   | Gilberto Parada          | 18.000     | 1       | 8º   |
| Independiente Pretolero | Sucre                   | Chuquisaca   | Olímpico Patria          | 30.000     | 1       | 1º   |
| Jorge Wilstermann       | Cochabamba              | Cochabamba   | Félix Capriles           | 32.000     | 15      | 7º   |
| Nacional Potosí         | Potosí                  | Potosí       | Víctor Agustín Ugarte    | 30.000     | 0       | 10º  |
| Oriente Pretolero       | Santa Cruz de la Sierra | Santa Cruz   | Ramón Aguilera Costas    | 38.500     | 5       | 6º   |
| Real Santa Cruz         | Santa Cruz de la Sierra | Santa Cruz   | Real Santa Cruz          | 12.000     | 0       | 11º  |
| Real Tomayapo           | Tarija                  | Tarija       | IV Centenario            | 20.000     | 0       | 13º  |
| Royal Pari              | Santa Cruz de la Sierra | Santa Cruz   | Ramón Aguilera Costas    | 38.500     | 0       | 5º   |
| The Strongest           | La Paz                  | La Paz       | Hernando Siles           | 42.000     | 15      | 3º   |
| Universitario de Sucre  | Sucre                   | Chuquisaca   | Olímpico Prata           | 30.700     | 2       |      |
| Universitario de Vinto  | Vinto                   | Cochabamba   | Estadio Hipólito Lazarte | 2.000      | 0       |      |

## Torneo Apertura

### Grupo A
| Pos | Equipe                 | Pts | J  | V | E | D | GP | GC | SG  | Classificação                 |
| --- | ---------------------- | --- | -- | - | - | - | -- | -- | --- | ----------------------------- |
| 1   | Atlético Palmaflor     | 28  | 16 | 9 | 1 | 6 | 18 | 21 | −3  | Classificação para a Liguilla |
| 2   | The Strongest          | 27  | 16 | 7 | 6 | 3 | 21 | 11 | +10 | Classificação para a Liguilla |
| 3   | Nacional Potosí        | 25  | 16 | 7 | 4 | 5 | 31 | 24 | +7  | Classificação para a Liguilla |
| 4   | Oriente Petrolero      | 22  | 16 | 6 | 4 | 6 | 22 | 22 | 0   | Classificação para a Liguilla |
| 5   | Guabirá                | 19  | 16 | 5 | 4 | 7 | 17 | 21 | −4  |                               |
| 6   | Real Santa Cruz        | 18  | 16 | 5 | 3 | 8 | 22 | 28 | −6  |                               |
| 7   | Aurora                 | 17  | 16 | 4 | 5 | 7 | 18 | 21 | −3  |                               |
| 8   | Universitario de Sucre | 16  | 16 | 4 | 4 | 8 | 17 | 22 | −5  |                               |

#### Desempenho por rodada
|          | 1ª  | 2ª  | 3ª  | 4ª  | 5ª  | 6ª  | 7ª  | 8ª  | 9ª  | 10ª | 11ª | 12ª | 13ª | 14ª | 15ª | 16ª |
| Apertura | STR | STR | STR | STR | STR | APF | NAC | APF | APF | APF | STR | STR | STR | STR | APF | APF |

### Grupo B
| Pos | Equipe                  | Pts | J  | V  | E | D | GP | GC | SG  | Classificação                 |
| --- | ----------------------- | --- | -- | -- | - | - | -- | -- | --- | ----------------------------- |
| 1   | Bolívar                 | 37  | 16 | 12 | 1 | 3 | 42 | 9  | +33 | Classificação para a liguilla |
| 2   | Blooming                | 27  | 16 | 8  | 3 | 5 | 27 | 30 | −3  | Classificação para a liguilla |
| 3   | Royal Pari              | 23  | 16 | 6  | 5 | 5 | 32 | 26 | +6  | Classificação para a liguilla |
| 4   | Always Ready            | 19  | 16 | 5  | 4 | 7 | 24 | 22 | +2  | Classificação para a liguilla |
| 5   | Universitario de Vinto  | 19  | 16 | 5  | 4 | 7 | 18 | 29 | −11 |                               |
| 6   | Jorge Wilstermann       | 18  | 16 | 4  | 6 | 6 | 16 | 20 | −4  |                               |
| 7   | Independiente Pretolero | 18  | 16 | 4  | 6 | 6 | 17 | 26 | −9  |                               |
| 8   | Real Tomayapo           | 18  | 16 | 4  | 6 | 6 | 14 | 24 | −10 |                               |

#### Desempenho por rodada
|          | 1ª  | 2ª  | 3ª  | 4ª  | 5ª  | 6ª  | 7ª  | 8ª  | 9ª  | 10ª | 11ª | 12ª | 13ª | 14ª | 15ª | 16ª |
| Apertura | BOL | BOL | BOL | BOL | BOL | BOL | BOL | BLO | BOL | BOL | BOL | BOL | BOL | BOL | BOL | BOL |

### Resultados
| Mandante \ Visitante   | APF | AUR | GUA | NAC | OPE | RSC | STR | USF |
| ---------------------- | --- | --- | --- | --- | --- | --- | --- | --- |
| Atlético Palmaflor     | —   | 0–1 | 1–0 | 1–0 | 2–1 | 2–1 | 0–3 | 3–1 |
| Aurora                 | 1–2 | —   | 0–0 | 2–3 | 1–1 | 2–4 | 1–0 | 3–0 |
| Guabirá                | 3–0 | 3–2 | —   | 1–2 | 0–0 | 1–0 | 1–3 | 1–0 |
| Nacional Potosí        | 1–1 | 2–1 | 3–1 | —   | 4–2 | 1–0 | 1–1 | 1–1 |
| Oriente Petrolero      | 2–1 | 2–0 | 2–1 | 4–2 | —   | 1–2 | 1–1 | 1–0 |
| Real Santa Cruz        | 1–2 | 2–2 | 2–2 | 3–2 | 2–1 | —   | 1–2 | 0–1 |
| The Strongest          | 4–1 | 1–0 | 0–0 | 1–1 | 2–0 | 1–1 | —   | 1–1 |
| Universitario de Sucre | 2–0 | 1–1 | 2–0 | 4–3 | 1–1 | 2–3 | 0–1 | —   |

| Mandante               | Placar | Visitante               |
| ---------------------- | ------ | ----------------------- |
| Atlético Palmaflor     | 1–0    | Universitario de Vinto  |
| Aurora                 | 1–0    | Jorge Wilstermann       |
| Guabirá                | 0–3    | Royal Pari              |
| Nacional Potosí        | 5–0    | Real Tomayapo           |
| Oriente Pretolero      | 1–2    | Blooming                |
| Real Santa Cruz        | 0–1    | Always Ready            |
| The Strongest          | 0–1    | Bolívar                 |
| Universitario de Sucre | 1–2    | Independiente Pretolero |

| Mandante \ Visitante    | CAR | BLO | BOL | IPE | WIL | RTO | RPA | UVI |
| ----------------------- | --- | --- | --- | --- | --- | --- | --- | --- |
| Always Ready            | —   | 3–0 | 1–2 | 1–1 | 0–0 | 0–1 | 2–2 | 6–2 |
| Blooming                | 1–0 | —   | 0–7 | 4–0 | 3–3 | –   | 1–1 | 5–0 |
| Bolívar                 | 3–0 | 6–0 | —   | 3–1 | 0–1 | 1–0 | 6–0 | 2–0 |
| Independiente Pretolero | 1–2 | 2–3 | 1–0 | —   | 3–2 | 1–1 | 0–0 | 0–0 |
| Jorge Wilstermann       | 1–0 | 0–1 | –   | 1–0 | —   | 1–2 | 2–2 | 1–1 |
| Real Tomayapo           | 1–1 | 1–2 | 1–1 | 1–1 | 1–1 | —   | 1–0 | 0–1 |
| Royal Pari              | 5–1 | 1–1 | 2–1 | 5–1 | 0–2 | 6–1 | —   | 2–1 |
| Universitario de Vinto  | –   | 2–1 | 1–4 | 2–2 | 2–0 | 1–1 | 3–2 | —   |

| Mandante                | Placar | Visitante              |
| ----------------------- | ------ | ---------------------- |
| Universitario de Vinto  | 0–1    | Atlético Palmaflor     |
| Jorge Wilstermann       | 0–0    | Aurora                 |
| Royal Pari              | 1–3    | Guabirá                |
| Real Tomayapo           | 1–0    | Nacional Potosí        |
| Blooming                | 1–2    | Oriente Pretolero      |
| Always Ready            | 5–0    | Real Santa Cruz        |
| Bolívar                 | 1–0    | The Strongest          |
| Independiente Pretolero | 1–0    | Universitario de Sucre |

### Liguilla
|  | Quartas-de-final                             | Quartas-de-final                             | Quartas-de-final                             | Quartas-de-final                             |   |                    | Semifinais                          | Semifinais                          | Semifinais                          | Semifinais                          |  |  | Final         | Final       | Final       | Final       |
|  | 28 e 29 de maio (Ida) 1 e 2 de junho (Volta) | 28 e 29 de maio (Ida) 1 e 2 de junho (Volta) | 28 e 29 de maio (Ida) 1 e 2 de junho (Volta) | 28 e 29 de maio (Ida) 1 e 2 de junho (Volta) |   |                    | 5 de junho (Ida) 8 de junho (Volta) | 5 de junho (Ida) 8 de junho (Volta) | 5 de junho (Ida) 8 de junho (Volta) | 5 de junho (Ida) 8 de junho (Volta) |  |  | 12 de junho   | 12 de junho | 12 de junho | 12 de junho |
|  |                                              |                                              |                                              |                                              |   |                    |                                     |                                     |                                     |                                     |  |  |               |             |             |             |
|  | Atlético Palmaflor                           | 1                                            | 2                                            | 3 (5)                                        |   |                    |                                     |                                     |                                     |                                     |  |  |               |             |             |             |
|  | Always Ready                                 | 2                                            | 1                                            | 3 (4)                                        |   |                    |                                     |                                     |                                     |                                     |  |  |               |             |             |             |
|  | Always Ready                                 | 2                                            | 1                                            | 3 (4)                                        |   | Atlético Palmaflor | 1                                   | 1                                   | 2                                   |                                     |  |  |               |             |             |             |
|  |                                              |                                              |                                              |                                              |   | Atlético Palmaflor | 1                                   | 1                                   | 2                                   |                                     |  |  |               |             |             |             |
|  |                                              | The Strongest                                | 2                                            | 2                                            | 4 |                    |                                     |                                     |                                     |                                     |  |  |               |             |             |             |
|  | The Strongest                                | The Strongest                                | 2                                            | 2                                            | 4 | 3                  | 4                                   | 7                                   |                                     |                                     |  |  |               |             |             |             |
|  | The Strongest                                |                                              |                                              |                                              |   | 3                  | 4                                   | 7                                   |                                     |                                     |  |  |               |             |             |             |
|  | Royal Pari                                   | 0                                            | 0                                            | 0                                            |   |                    |                                     |                                     |                                     |                                     |  |  |               |             |             |             |
|  |                                              |                                              |                                              |                                              |   |                    |                                     |                                     |                                     |                                     |  |  | The Strongest | 0           |             |             |
|  |                                              |                                              | Bolívar                                      | 3                                            |   |                    |                                     |                                     |                                     |                                     |  |  |               |             |             |             |
|  | Blooming                                     | 1                                            | 2                                            | 3 (5)                                        |   |                    |                                     |                                     |                                     |                                     |  |  |               |             |             |             |
|  | Nacional Potosí                              | 3                                            | 0                                            | 3 (3)                                        |   |                    |                                     |                                     |                                     |                                     |  |  |               |             |             |             |
|  | Nacional Potosí                              | 3                                            | 0                                            | 3 (3)                                        |   | Blooming           | 2                                   | 0                                   | 2                                   |                                     |  |  |               |             |             |             |
|  |                                              |                                              |                                              |                                              |   | Blooming           | 2                                   | 0                                   | 2                                   |                                     |  |  |               |             |             |             |
|  |                                              | Bolívar                                      | 3                                            | 4                                            | 7 |                    |                                     |                                     |                                     |                                     |  |  |               |             |             |             |
|  | Bolívar                                      | Bolívar                                      | 3                                            | 4                                            | 7 | 0                  | 1                                   | 1 (7)                               |                                     |                                     |  |  |               |             |             |             |
|  | Bolívar                                      |                                              |                                              |                                              |   | 0                  | 1                                   | 1 (7)                               |                                     |                                     |  |  |               |             |             |             |
|  | Oriente Pretolero                            | 1                                            | 0                                            | 1 (6)                                        |   |                    |                                     |                                     |                                     |                                     |  |  |               |             |             |             |

## Torneo Clausura
O torneio estava programado para ser finalizado em 13 de novembro de 2022, mas ele foi suspendido em 21 de outubro devido à greve civil no departamento de Santa Cruz. Em 10 de novembro de 2022, foi determinado, em reunião do Conselho Superior da División Profesional, a terminação do Torneio Clausura. Como resultado, não foi declarado nenhum campeão ou vice-campeão.
| Pos | Equipe                  | Pts | J  | V  | E  | D  | GP | GC | SG  | Classificação                                                               |
| --- | ----------------------- | --- | -- | -- | -- | -- | -- | -- | --- | --------------------------------------------------------------------------- |
| 1   | The Strongest           | 53  | 24 | 16 | 5  | 3  | 58 | 25 | +33 | Classificação para a fase de grupos da Copa Libertadores da América de 2023 |
| 2   | Always Ready            | 51  | 24 | 16 | 3  | 5  | 52 | 22 | +30 |                                                                             |
| 3   | Bolívar                 | 50  | 24 | 15 | 5  | 4  | 52 | 25 | +27 |                                                                             |
| 4   | Nacional Potosí         | 42  | 24 | 13 | 3  | 8  | 44 | 40 | +4  |                                                                             |
| 5   | Oriente Petrolero       | 38  | 24 | 11 | 5  | 8  | 36 | 26 | +10 |                                                                             |
| 6   | Guabirá                 | 38  | 24 | 11 | 5  | 8  | 35 | 33 | +2  |                                                                             |
| 7   | Aurora                  | 29  | 24 | 7  | 8  | 9  | 22 | 35 | −13 |                                                                             |
| 8   | Independiente Pretolero | 28  | 24 | 7  | 7  | 10 | 34 | 33 | +1  |                                                                             |
| 9   | Atlético Palmaflor      | 27  | 24 | 5  | 12 | 7  | 31 | 34 | −3  |                                                                             |
| 10  | Blooming                | 27  | 24 | 7  | 6  | 11 | 27 | 35 | −8  |                                                                             |
| 11  | Jorge Wilstermann       | 27  | 24 | 7  | 6  | 11 | 24 | 32 | −8  |                                                                             |
| 12  | Real Tomayapo           | 26  | 24 | 7  | 5  | 12 | 25 | 35 | −10 |                                                                             |
| 13  | Royal Pari              | 25  | 24 | 7  | 4  | 13 | 25 | 35 | −10 |                                                                             |
| 14  | Real Santa Cruz         | 25  | 24 | 7  | 4  | 13 | 25 | 47 | −22 |                                                                             |
| 15  | Universitario de Sucre  | 23  | 24 | 6  | 5  | 13 | 24 | 46 | −22 |                                                                             |
| 16  | Universitario de Vinto  | 22  | 24 | 5  | 7  | 12 | 23 | 34 | −11 |                                                                             |

#### Desempenho por rodada
|          | 1ª  | 2ª  | 3ª  | 4ª  | 5ª  | 6ª  | 7ª  | 8ª  | 9ª  | 10ª | 11ª | 12ª | 13ª | 14ª | 15ª |
| Clausura | OPE | BLO | CAR | CAR | CAR | CAR | CAR | STR | STR | STR | STR | STR | STR | STR | STR |

|          | 16ª | 17ª | 18ª | 19ª | 20ª | 21ª | 22ª | 23ª | 24ª | 25ª | 26ª | 27ª | 28ª | 29ª | 30ª |
| Clausura | STR | STR | BOL | STR | STR | STR | STR | STR | STR |     |     |     |     |     |     |

### Resultados
| Mandante \ Visitante    | CAR | APF | AUR | BLO | BOL | GUA | IPE | WIL | NAC | OPE | RSC | RTO | RPA | STR | USF | UVI |
| ----------------------- | --- | --- | --- | --- | --- | --- | --- | --- | --- | --- | --- | --- | --- | --- | --- | --- |
| Always Ready            | —   |     | 0–1 |     | 5–0 | 2–1 |     | 2–1 | 2–1 |     | 4–0 | 5–0 |     | 1–3 | 4–0 | 3–0 |
| Atlético Palmaflor      | 2–1 | —   | 1–2 | 1–1 | 2–1 | 2–0 | 2–1 | 1–1 | 0–1 |     | 4–0 | 2–1 | 1–1 |     |     |     |
| Aurora                  | 1–1 | 0–0 | —   | 1–0 | 1–4 | 1–0 | 1–0 |     | 1–5 |     | 1–2 |     | 2–1 | 0–0 | 1–1 |     |
| Blooming                |     |     |     | —   | 2–1 | 1–3 | 1–0 | 0–1 | 4–0 |     | 5–1 | 1–0 | 0–0 |     | 1–1 | 0–0 |
| Bolívar                 | 3–0 | 2–2 |     | 3–0 | —   | 3–0 | 0–0 | 3–0 | 3–1 |     |     | 4–1 | 3–0 | 0–4 |     | 2–0 |
| Guabirá                 | 0–1 |     | 1–1 |     |     | —   | 1–1 | 1–1 | 2–1 |     | 2–1 | 2–1 | 1–0 |     | 5–0 | 1–0 |
| Independiente Pretolero | 1–1 |     | 1–1 | 3–0 | 1–4 |     | —   | 4–1 |     |     | 1–0 |     | 3–0 | 1–1 | 2–0 | 1–1 |
| Jorge Wilstermann       |     | 2–1 | 2–0 | 1–0 | 1–1 | 2–2 | 1–3 | —   |     |     |     | 0–2 | 2–1 | 0–3 | 5–1 | 2–0 |
| Nacional Potosí         | 1–1 | 6–1 | 3–1 |     | 2–1 | 3–1 | 3–2 | 1–0 | —   |     | 3–1 | 2–1 | 1–0 | 1–5 |     |     |
| Oriente Petrolero       |     |     |     |     |     |     |     |     |     | —   |     |     |     |     |     |     |
| Real Santa Cruz         | 1–0 | 0–0 | 1–1 | 1–3 | 1–2 |     |     | 0–0 | 2–1 |     | —   | 1–1 | 2–1 | 0–3 | 3–0 |     |
| Real Tomayapo           | 0–3 | 2–2 | 3–0 | 1–1 | 0–2 |     | 1–0 |     | 1–0 |     | 1–2 | —   | 2–1 | 0–1 | 1–1 | 4–0 |
| Royal Pari              | 0–2 | 2–2 |     | 3–1 |     | 3–2 | 3–2 |     | 2–2 |     |     | 0–1 | —   | 0–2 | 3–1 | 2–1 |
| The Strongest           | 4–2 | 1–1 | 4–0 | 3–1 | 4–4 | 2–3 |     | 2–0 | 1–1 |     |     |     |     | —   | 1–0 | 3–2 |
| Universitario de Sucre  | 1–3 | 2–1 | 1–1 |     | 2–3 | 1–0 | 2–1 |     | 0–1 |     | 3–1 |     | 1–0 | 0–3 | —   | 2–1 |
| Universitario de Vinto  | 1–2 | 1–1 | 0–3 | 2–2 | 0–1 | 0–1 | 4–1 | 0–0 | 3–1 |     | 2–0 | 1–1 |     | 2–1 |     | —   |

## Premiação
| Campeonato Boliviano de Futebol de 2022 Primeira Divisão | Campeonato Boliviano de Futebol de 2022 Primeira Divisão |
| Torneo Apertura                                          | Torneo Clausura                                          |
| -------------------------------------------------------- | -------------------------------------------------------- |
| Bolívar Campeão (30º título)                             | Cancelado                                                |

## Classificação Geral
Devido ao cancelamento do Torneio Clausura, as vagas para os torneios internacionais da temporada seguinte foram ortogadas mediante a localização dos times na tabela acumulada da temporada atual. Ademais, o Conselho Superior da División Profesional decidiu que o último classificado da tabela no momento do cancelamento do Torneio Clausura jogaria uma repescagem de permanência, de forma que nenhuma equipe seria rebaixada diretamente às ligas departamentais.
| Pos | Equipe                  | Pts | J  | V  | E  | D  | GP | GC | SG  | Classificação                                                   |
| --- | ----------------------- | --- | -- | -- | -- | -- | -- | -- | --- | --------------------------------------------------------------- |
| 1   | Bolívar                 | 87  | 40 | 27 | 6  | 7  | 94 | 34 | +60 | Classificado para a fase de grupos da Copa Libertadores de 2023 |
| 2   | The Strongest           | 80  | 40 | 23 | 11 | 6  | 79 | 36 | +43 | Classificado para a fase de grupos da Copa Libertadores de 2023 |
| 3   | Always Ready            | 70  | 40 | 21 | 7  | 12 | 76 | 44 | +32 | Classificado para a 2ª fase da Copa Libertadores de 2023        |
| 4   | Nacional Potosí         | 67  | 40 | 20 | 7  | 13 | 75 | 64 | +11 | Classificado para a 1ª fase da Copa Libertadores de 2023        |
| 5   | Oriente Petrolero       | 60  | 40 | 17 | 9  | 14 | 58 | 48 | +10 | Classificados para a 1ª fase da Copa Sul-Americana de 2023      |
| 6   | Guabirá                 | 57  | 40 | 16 | 9  | 15 | 52 | 54 | −2  | Classificados para a 1ª fase da Copa Sul-Americana de 2023      |
| 7   | Atlético Palmaflor      | 55  | 40 | 14 | 13 | 13 | 49 | 55 | −6  | Classificados para a 1ª fase da Copa Sul-Americana de 2023      |
| 8   | Blooming                | 54  | 40 | 15 | 9  | 16 | 54 | 65 | −11 | Classificados para a 1ª fase da Copa Sul-Americana de 2023      |
| 9   | Royal Pari              | 48  | 40 | 13 | 9  | 18 | 57 | 61 | −4  |                                                                 |
| 10  | Independiente Pretolero | 46  | 40 | 11 | 13 | 16 | 51 | 59 | −8  |                                                                 |
| 11  | Aurora                  | 46  | 40 | 11 | 13 | 16 | 40 | 56 | −16 |                                                                 |
| 12  | Jorge Wilstermann       | 45  | 40 | 11 | 12 | 17 | 40 | 52 | −12 |                                                                 |
| 13  | Real Tomayapo           | 44  | 40 | 11 | 11 | 18 | 39 | 59 | −20 |                                                                 |
| 14  | Real Santa Cruz         | 43  | 40 | 12 | 7  | 21 | 47 | 75 | −28 |                                                                 |
| 15  | Universitario de Vinto  | 41  | 40 | 10 | 11 | 19 | 41 | 68 | −27 |                                                                 |
| 16  | Universitario de Sucre  | 39  | 40 | 10 | 9  | 21 | 41 | 68 | −27 | Play-offs do acesso/rebaixamento                                |

#### Desempenho por rodada
|       | 1ª  | 2ª  | 3ª  | 4ª  | 5ª  | 6ª  | 7ª  | 8ª  | 9ª  | 10ª | 11ª | 12ª | 13ª | 14ª | 15ª | 16ª | 17ª | 18ª | 19ª | 20ª | 21ª | 22ª | 23ª |
| Geral | BOL | BOL | STR | STR | STR | BOL | BOL | BLO | BOL | BOL | BOL | BOL | BOL | BOL | BOL | BOL | BOL | BOL | BOL | BOL | BOL | BOL | BOL |

|       | 24ª | 25ª | 26ª | 27ª | 28ª | 29ª | 30ª | 31ª | 32ª | 33ª | 34ª | 35ª | 36ª | 37ª | 38ª | 39ª | 40ª | 41ª | 42ª | 43ª | 44ª | 45ª | 46ª |
| Geral | BOL | BOL | BOL | BOL | BOL | BOL | BOL | BOL | BOL | BOL | BOL | BOL | BOL | BOL | BOL | BOL | BOL | BOL | BOL |     |     |     |     |

## Play-off de acesso/rebaixamento
| 27 de novembro de 2022 | Libertad Gran Mamoré             | 3 – 0 | Universitario de Sucre | Estádio Gran Mamoré, Trinidad |
| 15:00 (UTC−4)          | Robles 8' (pen), pen' · Ríos 56' |       |                        | Árbitro: Santiago Silva       |

| 30 de novembro de 2022 | Universitario de Sucre | 0 – 3 | Libertad Gran Mamoré         | Estádio Olímpico Patria, Sucre |
| 19:00 (UTC−4)          |                        |       | Mendoza 4' (49) · Milano 90' | Árbitro: Guido Quenta          |

Libertad Gran Mamoré venceu por 6–0 no agregado e garantiu o acesso à División Profesional 2023.